# とらいあんぐるハート'S サウンドステージ
『とらいあんぐるハート'S サウンドステージ』は、ivoryが制作しJANISから発売された18禁恋愛アドベンチャーゲーム作品『とらいあんぐるハート』シリーズのドラマCDである。本項では本シリーズに関連するその他のCD作品についても記述する。

## 概要
『サウンドステージ』という名称は一般的なドラマCDと比較して歌の比率が高いことに由来し、特に初期に作品においてこの傾向が顕著である。また、この名称は本シリーズのスピンオフ作品であるテレビアニメ『魔法少女リリカルなのは』シリーズのドラマCDシリーズ、本シリーズと同じくivory作品である『桜待坂Stories』のドラマCDシリーズ、本シリーズの原作者である都築真紀が脚本を担当したことからテレビアニメ『セキレイ』のドラマCDシリーズでも用いられている。

## とらいあんぐるハート'S サウンドステージ

### サウンドステージ
- 販売元・セブンエイト。脚本・カバーイラストは都築真紀。
- ある日の知佳とゆうひの歌と雑談。

収録内容
1. Talking "知佳" to 風に負けないハートのかたち
2. Talking "ゆうひ" to Nameless Melodies 〜だけど、きみにおくるうた〜
3. Message from "知佳&ゆうひ"
4. 知佳とゆうひ雑談1
5. 風に負けないハートのかたち S2-Mix
- 歌：仁村知佳 / 作詞：都築真紀＆Yuka / 作曲：かっちん

6. 知佳とゆうひ雑談2
7. Nameless Melodies 〜だけど、きみにおくるうた〜 S2-Mix
- 歌：椎名ゆうひ / 作詞：潮原由香 / 作曲：かっちん

8. 知佳とゆうひ雑談3
9. 風に負けないハートのかたち S2-Mix（Original Karaoke）
10. Nameless Melodies 〜だけど、きみにおくるうた〜 S2-Mix（Original Karaoke）
11. 雑談4
12. CMコーナー

### サウンドステージ2
- 販売元・セブンエイト。脚本・カバーイラストは都築真紀、レーベルイラストは夜月すずめ。
- その名の通り、唯子がDJを務める架空のラジオ番組。時期的には『とらハ1』の2年後の冬。『とらハ1』唯一の関連作品でもある。

収録内容
1. 時報 & オープニング
2. 今日の一曲目：ゲスト仁村知佳
3. ななかの、燃えて縁の下の力持ち 〜ゲスト準備編〜
4. 「今日のマイフェイバリット」ゲスト〜陣内美緒&小虎一家〜
5. 『鉄鋼艦隊グレートガイア』〜美緒も唄うのだ！
- 歌：夏野向日葵 / 作詞：潮原由香 / 作曲：佐野広明

6. ななかの、燃えて縁の下の力持ち 〜買出し編〜
7. 唯子のフリートークコーナー
8. ゲストコーナー 椎名ゆうひ&フィアッセ・クリステラ
9. 『ちいさなぼくのうた』〜Wings Version〜
- 歌：KOTOKO / 作詞：都築真紀 / 作曲：Mine

10. フリートークコーナー
11. 『Nameless Melodies 〜だけど、きみにおくるうた〜』
12. ななかの、燃えて縁の下の力持ち 〜ゲストお見送り編〜
13. 今週のこのひと〜漫画家 草薙まゆこ
14. エンディングトーク
15. 『リフレイン』〜Forever Friends Version〜
- 歌：鷹城唯子&井上ななか
- 作詞：潮原由香 With 都築真紀 作曲：Mine

16. 番組終了後
17. 『ちいさなぼくのうた』〜Wings Version〜（Full Size）
18. 『鉄鋼艦隊グレートガイア』（Full Size）

### サウンドステージ3
- 販売元・セブンエイト。脚本・イラストは都築真紀。
- 美由希・那美・忍の歌が中心。

収録内容
1. TALK ON 美由希〜「涙の誓い」
- 歌：KOTOKO / 作詞・作曲：高瀬一矢

2. TALK ON 那美〜「君と出会えた季節」
- 歌：MELL / 作詞：高瀬一矢・都築真紀 /  作曲：中沢伴行・高瀬一矢

3. フリートーク・IN・副調整室（1）〜ディレクター・過去の記憶
4. TALK ON ゆうひ
5. 「旅路」（New Vocal Song）
- 歌：SEENA / 作詞：潮原由香 / 作曲：佐野広明

6. 桃子さん、出番です
7. TALK ON 桃子
8. 「MOTHER'S SONG」（New Vocal Song）
- 歌：高町桃子 / 作詞：都築真紀・潮原由香 / 作曲：佐野広明

9. フリートーク・IN・副調整室（2）
10. TALK ON 忍・美由希・那美〜「See you 〜小さな永遠〜」（New Mix）
- 歌：KOTOKO / 作詞：高瀬一矢・都築真紀 /  作曲：高瀬一矢

11. おつかれさまでした
12. 涙の誓い 〜オリジナル・フルバージョン
13. 君と出会えた季節 〜オリジナル・フルバージョン
14. See you 〜小さな永遠〜 オリジナル・フルバージョン
15. 一息ついての帰り道

### サウンドステージ4
- 販売元・セブンエイト。脚本・イラストは都築真紀。
- 『とらハ3』高町家関係者および『とらハ1』『とらハ2』で高町家と付き合いのあるキャラ総出の、ある日のカラオケ大会の様子。

収録内容
1. 機材搬入〜主催者よりのご挨拶
2. 「リリカル・マジック〜素敵な魔法〜」（New Mix Full Version）
- 歌：高町なのは /  作詞：都築真紀＆Yuka / 作曲：かっちん

3. さて次は？
4. 「涙の誓い」（Acousitc Arrange Version）
- 歌：高町美由希＆神咲那美 / 作詞・作曲：高瀬一矢 / 編曲：安井歩

5. いってみましょう、演歌の心
6. 「海峡」（New Vocal Song）
- 歌：城島晶＆高町桃子 / 作詞：都築真紀 / 作曲：西澤武＆佐野広明

7. ゲストさん、ご来場
8. 「ねこねこロックンロール」（New Vocal Song）
- 歌：鳳蓮飛＆高町なのは / 作詞：潮原由香 / 作曲：岩城由奈＆西澤武＆佐野広明

9. ふたりのコンビネーション
10. 鉄鋼艦隊グレートガイア挿入歌「鋼の戦機・グレートガイア」（New Vocal Song）
- 歌：鷹城唯子＆綺堂さくら / 作詞：潮原由香・都築真紀 / 作曲：佐野広明

11. ゲストさん、ご来場・2
12. 「夜のうた」（New Vocal Song）
- 歌：月村忍＆ノエル・K・エーアリヒカイト / 作詞：都築真紀＆潮原由香 / 作曲：西澤武

13. そして、フィアッセ
14. 「君よ、優しい風になれ」（Original Full Version）
- 歌：KOTOKO / 作詞：都築真紀/KOTOKO /  作曲・編曲：高瀬一矢

15. 遅れて登場、椎名さん
16. 「みんなのうた」（New Vocal Song）
- 歌：高町家とその友人・関係者一同 / 作詞：都築真紀＆潮原由香 / 作曲：HAPPY SOULMAN

17. 大会・その後…
18. …翌朝…

### サウンドステージ5
- 販売元・セブンエイト。脚本・イラストは都築真紀。
- セルフィ・アルバレットを主人公に『とらハ3』の年におけるクリスマス前後のニューヨークを描く。

収録内容
1. ニューヨーク市内 デパート地下街夜〜崩落事故現場〜
2. 日本 成田空港〜フィリス〜
3. 日本 さざなみ寮〜愛と那美〜
4. FDNY救急指定病院〜天使との遭遇〜
5. ニューヨーク・JFK空港〜遭遇〜
6. アルバレット邸〜再会〜
7. FDNYレスキュー6本部〜旧知の仲〜
8. シェリー'sベッド〜思い出の曲〜
9. 「To My Sherry」（New Vocal Song）
- 歌：音乃菜摘 / 作詞：潮原由香＆都築真紀 / 作曲：西澤武

10. シェリー'sベッド〜シェリーの心〜
11. ニューヨーク市街〜コンサート帰りの二人〜
12. アルバレット邸〜懐かしい声、日本から〜
13. 「Long Distance」（New Vocal Song）
- 歌：春野日和 / 作詞：潮原由香＆都築真紀 / 作曲：佐野広明

14. アルバレット邸〜Sisters〜
15. 日本 さざなみ寮〜愛のつぶやき〜
16. アルバレット邸〜手紙〜
17. 「Bright Wings」（New Vocal Song）
- 歌：KOTOKO コーラス：春野日和&音乃菜摘＆日向裕羅 / 作詞：都築真紀 / 作曲：HAPPY SOULMAN

18. 空路〜フィリスのつぶやき〜
声の出演
- フィリス矢沢 / リスティ槙原 / 久遠 - 音乃菜摘
- シェリー（セルフィ・アルバレット） - 春野日和
- 仁村知佳 / 神咲那美 - 日向裕羅
- フィアッセ・クリステラ - 長崎みなみ / KOTOKO
- 槙原愛 - 遊魚静
- クレア・ハートウッド - 長崎みなみ

### サウンドステージO
- 販売元・セブンエイト。脚本・カバーイラストは都築真紀。
- 『2OVA』がベースの後日談。『とらハ2』の4年後の8月9日におけるさざなみ寮の一日。なお、この時代は『とらハ2』ゲーム本編未登場の楓も居住している設定になっている。

収録内容
1. 『風に負けないハートのかたち』（Newmix）
- 歌：仁村知佳

2. ある夏の昼下がり
3. かきごおりの午後
4. 上映、開始
5. 『Summertime Whispers』（New Vocal Song）
- 歌：椎名ゆうひ

6. 映像記録・ゆうひ&薫
7. 映像記録・薫特集
8. 映像記録・知佳とリスティと
9. 映像記録・クリスマスとその他色々パーティ
10. 『みんなのうたEX（えくすとら）』（New Vocal Song）
- 歌： さざなみ女子寮一同（ゆうひ・知佳・美緒・薫・真雪・リスティ・美緒）

11. なんだか静かな夜
12. 『笑顔の季節』（Original Full Version）
- 歌：日向裕羅＆鳥居花音 / 作詞：都築真紀＆潮原由香 / 作曲：HAPPY SOUL MAN

13. そしてある意味、いつもどおりの朝
声の出演
- 椎名ゆうひ / 城島晶 - 鳥居花音
- 仁村知佳 / 神咲那美 - 日向裕羅
- 仁村真雪 / 高町桃子 - 藤澤暁
- 陣内美緒 - 夏野向日葵
- 神咲薫 - 睦月里緒
- 神咲楓 - 桐原真季
- リスティ槙原 / フィリス / 久遠 - 音乃菜摘
- 黒虎・影虎 - 日向裕羅
- 大虎 - 藤澤暁

## とらいあんぐるハート'S Sound Stage

### Sound Stage X
収録内容
1. プロローグ
2. Trust You're Truth ～明日を守る約束～（OP size）
  - 歌：KOTOKO
  - OVAシリーズOPテーマ
3. とらいあんぐるハーツ Radio Stage 第0回放送(Aパート)～パーソナリティ：鳥居花音・日向裕羅・岩城由奈～
4. サウンドプレビュー
5. Radio Stage 第0回放送(Bパート)～ゲスト：児玉さとみ・長崎みなみ～
6. My Gentle Days（Fullsize）
  - 歌：フィアッセ・クリステラ（KOTOKO）
  - OVAシリーズ挿入歌
7. Radio Stage 第0回放送(Cパート)
8. Trust You're Truth ～明日を守る約束～（Fullsize）
  - 歌：KOTOKO
9. BGM「息づく影とその足音」
10. BGM「手にしたのは打ち砕く鋼」
11. BGM「それは運命の意味」
12. BGM「この胸に還って」

声の出演
- 高町恭也：緑川光
- 高町美由希：児玉さとみ
- フィアッセ・クリステラ：長崎みなみ
- エリス・マクガーレン：石松千恵美
- 御神美沙斗：斎賀みつき
- イリア・ライソン：津田匠子
- ジェフリー：志村知幸
- 謎の男：中田和宏
- ナレーション：水内清光
- 月村忍：岩田由貴

Radio Stage
- パーソナリティ：日向裕羅、鳥居花音、岩城由奈
- ゲスト：児玉さとみ、長崎みなみ

### Sound Stage X 2
収録内容
1. ドラマ「那美と美由希の香港観光記～その1」
2. ドラマ「那美と美由希の香港観光記～その2」
3. ドラマ「那美と美由希の香港観光記～その3」
4. 『ゆっくり On My Way』（New Vocal Song）
  - 歌：：高町美由希（児玉さとみ）＆神咲那美（日向裕羅）
5. ドラマ「忍と恭也の静かな日々～その1」
6. ドラマ「忍と恭也の静かな日々～その2」
7. ドラマ「忍と恭也の静かな日々～その3」
8. 『背中ごしのMy Heart』（New Vocal Song）
  - 歌：月村忍（岩田由貴）
9. ドラマ「晶とレンの最近の日常」
10. 『日々是闘い、それ宿命』（New Vocal Song）
  - 歌：城島晶（鳥居花音）＆鳳蓮飛（岩城由奈）

声の出演
- 高町恭也：緑川 光
- 高町美由希：児玉 さとみ
- 月村忍：岩田 由貴
- 城島晶：鳥居 花音
- 鳳蓮飛：岩城 由奈
- 神咲那美：日向 裕羅
- 他

### Sound Stage X 3
収録内容
1. ドラマ「美沙斗～想い出語り～その1」
2. ドラマ「美沙斗～想い出語り～その2」
3. 『雫ひとひら』（New Vocal Song）
  - 歌：御神美沙斗
4. ドラマ「ノエルの休日」
5. 『Day in the life ～抱きしめてゆくもの～』（New Vocal Song）
  - 歌：ノエル・綺堂・エーアリヒカイト（海原エレナ）
6. ドラマ「知佳とシェリー、ソングスクールを訪れるのこと～その1」
7. ドラマ「知佳とシェリー、ソングスクールを訪れるのこと～その2」
8. 『Blessing For You』（R-Drama Insert Song）
  - 歌：クリステラソングスクール少女合唱団
9. ドラマ「シェリー、ニューヨークへ戻るのこと～その1」
10. 『Blessing For You ～Silent Sings～』（New Vocal Song）
  - 歌：シェリー（セルフィ・アルバレット）
11. ドラマ「シェリー、ニューヨークへ戻るのこと～その2」

声の出演
- 御神 美沙斗：斎賀みつき
- ノエル・綺堂・エーアリヒカイト：海原エレナ
- 仁村知佳：日向裕羅
- シェリー（セルフィ・アルバレット）：春野日和

他

### Sound Stage X 4
収録内容
1. ドラマ「英国・コッツウォルズ エリスの休暇」
2. ドラマ「喫茶「翠屋」親娘の朝」
3. ドラマ「高町家 忍と恭也」
4. ドラマ「矢沢邸 フィリスとシェリー」
5. ドラマ「百貨店店内 忍と恭也」
6. ドラマ「市街地 知佳とシェリー、フィリス」
7. 『Trust You're Truth ～明日を守る約束～』<Technical-Soul MIX>
  - 歌：仁村知佳（日向裕羅）・シェリー（春野日和）
8. ドラマ「英国 クリステラソングスクール」
9. 『inside of a wilderness』<ver SEENA>
  - 歌：SEENA（鳥居花音）
10. ドラマ「英国・エリス生家 エリスと美由希」
11. ドラマ「日本・海鳴から世界へ」
12. 『Sweet Songs ever with you』<Forever&ever MIX>
  - 歌：岩田由貴・鳥居花音・日向裕羅・春野日和・永見はるか

声の出演
- 高町恭也：緑川光
- 高町美由希：児玉さとみ
- フィアッセ・クリステラ：長崎みなみ
- エリス・マクガーレン：石松千恵美
- 月村忍：岩田由貴
- 他

## サウンドステージEXTRA
収録内容
1. ごあいさつ！
2. CM～とらいあんぐるハートDVD～
3. オープニングトーク
4. コーナー説明
5. 日向さん担当コーナー「海鳴市役所・お悩み相談室～遠方の友達とのつきあいかた～」
6. 花音さま担当コーナー「ラジステ裁判所～兄弟喧嘩で、兄骨折!?裁判～」
7. CM～サウンドステージシリーズ～
8. 由奈りん担当コーナー「涙の失敗団～病気の時に薬を飲み間違い!?～」
9. メッセージボックス
10. いつでも新コーナー「熱血！テニス少女物語」

1. - キャスト
  - 鳥井かのこ：鳥居花音
  - 岩木山ゆなみ：岩城由奈
  - 日向ヶ丘ゆらら＆ナレーション：日向裕羅
2. エンディングトーク
3. 『いっしょにAll Night（Original Full Version）』（とらいあんぐるハート'S Radio  Stage OPテーマ）
  - 歌：：鳥居花音、岩城由奈、日向裕羅
4. 『arrive（Original Full Version）』（とらいあんぐるハート'S Radio Stage EDテーマ）
  - 歌：鳥居花音、岩城由奈、日向裕羅

## その他CD

### 野々村小鳥のおやすみCD
とらハオリジナルの絵本 『野良猫ジョニーはひとりじゃない』を小鳥が朗読する。関連商品である抱き枕に添付。CD単体での発売はない。

## メモリアルアルバム The Last songs
発売。ゲーム内の全楽曲101曲（Vo:13 BGM:88）と歌いおろしの新曲2曲を収録。
Disc-1 -Songs collection-
- New Recording vocal(1~2)
- Original vocal(3~15)

1. 超・風に負けないハートのかたち
歌：高町なのは（北都南）、城島晶（鳥居花音）鳳蓮飛（岩城由奈）
作詞：都築真紀・Yuka、作曲・編曲：かっちん
2. Nameless melodies 〜Starlight version〜
歌：鷹城唯子（岩城由奈）、野々村小鳥（早乙女かな）、仁村知佳（日向裕羅）、椎名ゆうひ（鳥居花音）
作詞：都築真紀・Yuka、作曲・編曲：かっちん
3. ちいさなぼくのうた(Original)
歌：野々村小鳥（早乙女かな）
作詞：都築真紀、作曲・編曲：Mine
4. 風に負けないハートのかたち(Original)
歌：仁村知佳（日向裕羅）
作詞：都築真紀・Yuka、作曲・編曲：かっちん
5. Nameless melodies 〜だけど、きみにおくるうた〜
歌：椎名ゆうひ（鳥居花音）、槙原愛（遊魚静）
作詞：Yuka、作曲・編曲：かっちん
6. リフレイン
歌：雪（海原エレナ）
作詞：Yuka・都築真紀、作曲：Mine、編曲：Mine・まりのあや
7. 涙の誓い
歌：KOTOKO
作詞・作曲・編曲：高瀬一矢
8. 君と出会えた季節
歌：MELL
作詞：高瀬一矢・都築真紀、作曲：中沢伴行・高瀬一矢、編曲：中沢伴行
9. See you 〜小さな永遠〜
歌：KOTOKO・MELL
作詞：高瀬一矢・都築真紀、作曲・編曲：高瀬一矢
10. リリカル・マジック 〜素敵な魔法〜
歌：高町なのは（北都南）
作詞：都築真紀・Yuka、作曲・編曲：かっちん
11. 君よ、優しい風になれ
歌：KOTOKO
作詞：都築真紀・KOTOKO、作曲・編曲：高瀬一矢
12. Remember Season
歌：春野日和
作詞：都築真紀・Yuka、作曲・編曲：かっちん
13. Pupil
歌：日向裕羅
作詞：都築真紀、作曲・編曲：かっちん
14. Bright Wings
歌：フィアッセ・クリステラ（KOTOKO）、コーラス：セルフィ・アルバレット（春野日和）・フィリス矢沢（音乃菜摘）・仁村知佳（日向裕羅）
作詞：都築真紀、作曲：happy soulman、編曲：安井歩
15. ちいさなぼくのうた 〜Under the Sky version〜
歌：野々村小鳥（早乙女かな）
作詞：都築真紀、作曲・編曲：Mine

Disc-2 -Sound collection I-
- とらいあんぐるハート(1~16)
- とらいあんぐるハート2 さざなみ女子寮(17~33)
- とらいあんぐるハート ラブラブおもちゃ箱(34~35)

1. Pop'n wind
2. 海のように
3. まっすぐに
4. キラキラ
5. あのころの君
6. 愛情
7. メインテーマ
8. やさしいことば
9. メインテーマ2（ちいさなぼくのうた -Instrumental-）
10. dark
11. Battle!
12. 思いをこめて
13. 抱きしめて
14. Lonely night
15. 痛み
16. 風の吹く街
17. Home My Home
18. 青空の近い場所
19. ひだまりの午後
20. きみと同じ空の下
21. いつでもここに
22. Dear Friends
23. ねこあそび
24. Take more Smile
25. Yes!
26. あるいはこれも平穏な日々
27. rain
28. You're my only star（Nameless melodies 〜だけど、きみにおくるうた〜 -Instrumental-）
29. きずあと
30. 好きになって、よかった
31. Burning Blood
32. 風に向かうきみだから
33. Darkness
34. Love×2 My Heart 〜ラブラブおもちゃ箱 ランチャー〜
35. Carrot Quest 〜唯子のにんじん〜

Disc-3 -Sound collection II-
- とらいあんぐるハート3 〜Sweet Songs Forever〜

1. Song of Spring Days -Main Theme-
2. 夜は静かに流れて -Theme of Night-
3. STEP BY STEP -Miyuki-
4. 僕は優しい歌になる -Fiasse-
5. HONEY BLUE -Akira-
6. 日々是事無 -Ren-
7. Sweet Tone -Shinobu-
8. 桜の君 -Nami-
9. はるひな -Momoko&Nanoha-
10. Go Ready Go!
11. MOONLIGHT
12. WIND OF SADNESS
13. why
14. WITHOUT YOU
15. LOVE SONGS
16. MY DEAR
17. Surprise Attack!
18. Hard Edge
19. Final Attack
20. Angel Falling
21. LOST MEMORIES（君と出会えた季節 -Instrumental-）
22. 遠い約束（涙の誓い -Instrumental-）
23. sweet Songs（See you 〜小さな永遠〜 -Instrumental-）
24. Lives of children
25. BLAVE HEART
26. Action!
27. in the dark
28. The End of Destiny
29. 想いの果て
30. Sweet songs prelude〜とらいあんぐるハート3 Preview〜

Disc-4 -Sound collection III-
- とらいあんぐるハート3 リリカルおもちゃ箱(1~4)
- とらいあんぐるハート1・2・3 DVD EDITION(5~23)

1. Song To You
2. Dynamite Hammer! 〜晶のダイナマイトハンマー・タイトル〜
3. Hammer Attack! 〜晶のダイナマイトハンマー〜
4. Victory! 〜晶のダイナマイトハンマー・勝利〜
5. ナツノヒ
6. 星空
7. Step in Heart
8. Sweet & Sweet
9. Shiny Smile
10. Ride on Wind
11. Best Friends
12. 悩み多き日々
13. さがしもの（Pupil -Instrumental-）
14. 胸の痛み
15. 現実
16. 優しい悲劇
17. 想い届くなら
18. Search & Destroy!
19. 「サヨナラ」
20. A HAPPY NEW YEAR
21. ムーディーブルース 〜ちょっとだけヨ〜
22. 風が聞こえたら
23. あのころの気持ち（Remember Season -Instrumental-）

## とらいあんぐるハート'S Sound stage final 〜The Grand Finale〜
2004年5月14日発売、品番・GG-025〜028。ゲーム主題歌、サウンドステージシリーズから44曲と、新曲2曲を収録した4枚組アルバム。本作をもってとらハシリーズ本体の展開は完全に終了となった。
Disc-1 Sound Stage~Sound Stage 3
- Sound Stage(1~2)
- Sound Stage 2(3~6)
- Sound Stage 3(7~11)

1. 風に負けないハートのかたち SS-Mix
歌：仁村知佳（日向裕羅）
作詞：都築真紀・Yuka（潮原由香）、作曲：かっちん、編曲：安井歩
2. Nameless melodies 〜だけど、きみにおくるうた〜 SS-Mix
歌：SEENA/椎名ゆうひ（鳥居花音）
作詞：潮原由香、作曲：かっちん、編曲：安井歩
3. 鉄鋼艦隊グレートガイア 〜美緒も唄うのだ！〜
歌：夏野向日葵&陣内美緒（夏野向日葵）
作詞：潮原由香、作曲・編曲：佐野広明
4. ちいさなぼくのうた 〜Wings version〜
歌：KOTOKO
作詞：都築真紀、作曲：Mine、編曲：安井歩
5. リフレイン 〜Forever Friends version〜
歌：鷹城唯子（岩城由奈）、井上ななか（音乃菜摘）
作詞：潮原由香 with 都築真紀 、作曲：Mine、編曲：安井歩
6. TVアニメ「鉄鋼艦隊グレートガイア」第一期OPテーマ
歌：夏野向日葵
作詞：潮原由香、作曲・編曲：佐野広明
7. 涙の誓い
歌：KOTOKO
作詞・作曲・編曲：高瀬一矢
8. 君と出会えた季節
歌：MELL
作詞：高瀬一矢・都築真紀、作曲：中沢伴行・高瀬一矢、編曲：中沢伴行
9. See you 〜小さな永遠〜
歌：KOTOKO・MELL
作詞：高瀬一矢・都築真紀、作曲・編曲：高瀬一矢
10. 旅路
歌：SEENA/椎名ゆうひ（鳥居花音）
作詞：潮原由香、作曲・編曲：佐野広明
11. MOTHER'S SONG
歌：高町桃子（藤澤暁）
作詞：都築真紀・潮原由香、作曲・編曲：佐野広明

Disc-2 Sound Stage 4~Sound Stage 5
- Sound Stage 4(1~8)
- Sound Stage 5(9~11)

1. リリカル・マジック 〜素敵な魔法〜
歌：高町なのは（北都南）
作詞：都築真紀・Yuka、作曲・編曲：かっちん
2. 涙の誓い 〜Acoustic Arrange Version〜
歌：高町美由希（児玉さとみ）、神咲那美（日向裕羅）
作詞・作曲：高瀬一矢、編曲：安井歩
3. 海峡
歌：城島晶（鳥居花音）、高町桃子（藤澤暁）
作詞：都築真紀、作曲：西澤武&佐野広明
4. ねこねこロックンロール
歌：鳳蓮飛（岩城由奈）&高町なのは（北都南）
作詞：潮原由香、作曲：岩城由奈&西澤武&佐野広明
5. 鉄鋼艦隊グレートガイア挿入歌『鋼の戦機・グレートガイア』
歌：鷹城唯子（岩城由奈）&綺堂さくら（鳥居花音）
作詞：潮原由香・都築真紀、作曲：佐野広明
6. 夜のうた
歌：月村忍（岩田由貴）&ノエル・K・エーアリヒカイト（海原エレナ）
作詞：都築真紀&潮原由香、作曲：西澤武、編曲：安井歩
7. 君よ、優しい風になれ
歌：KOTOKO
作詞：都築真紀・KOTOKO、作曲・編曲：高瀬一矢
8. みんなのうた
歌：高町家とその友人・関係者一同
高町なのは（北都南）、高町美由希（児玉さとみ）、高町桃子（藤澤暁）、フィアッセ・クリステラ（長崎みなみ）、城島晶&椎名ゆうひ&綺堂さくら（鳥居花音）、鳳蓮飛&鷹城唯子（岩城由奈）、神咲那美（日向裕羅）、月村忍（岩田由貴）、ノエル・K・エーアリヒカイト（海原エレナ）、リスティ・槙原&フィリス・矢沢&久遠（音乃菜摘）
作詞：都築真紀&潮原由香、作曲：happy soul man、編曲：安井歩
9. To my Sherry
歌：音乃菜摘
作詞：都築真紀&潮原由香、作曲：西澤武
10. Long Distance
歌：春野日和
作詞：都築真紀&潮原由香、作曲：佐野広明
11. Bright Wings
歌：フィアッセ・クリステラ（KOTOKO）、コーラス：セルフィ・アルバレット/シェリー（春野日和）&フィリス・矢沢（音乃菜摘）&仁村知佳（日向裕羅）
作詞：都築真紀、作曲：happy soul man、編曲：安井歩

Disc-3 Sound Stage X-series
- Sound Stage X(1~2)
- Sound Stage X2(3~5)
- Sound Stage X3(6~9)
- Sound Stage X4(10~12)

1. Trust You're Truth 〜明日を守る約束〜
歌：KOTOKO
作詞：KOTOKO/都築真紀、作曲・編曲：高瀬一矢
2. My Gentle Days
歌：フィアッセ・クリステラ（KOTOKO）
作詞：都築真紀、作曲：happy soul man、編曲：安井歩
3. ゆっくりOn My Way
歌：高町美由希（児玉さとみ）&神咲那美（日向裕羅）
作詞：都築真紀、作曲：happy soul man、編曲：安井歩
4. 背中ごしのMy Heart
歌：月村忍（岩田由貴）
作詞：都築真紀、作曲：佐野広明、編曲：安井歩
5. 日々是闘い、それ宿命（さだめ）
歌：城島晶（鳥居花音）&鳳蓮飛（岩城由奈）
作詞：都築真紀、作曲：佐野広明、編曲：安井歩
6. 雫ひとひら
歌：御神美沙斗（斎賀みつき）
作詞：都築真紀、作曲：佐野広明
7. Day in the life 〜抱きしめてゆくもの〜
歌：ノエル・K・エーアリヒカイト（海原エレナ）
作詞：都築真紀、作曲：h･s･m、編曲：佐野広明
8. Blessing For You
歌：クリステラソングスクール合唱団（KOTOKO・春野日和・音乃菜摘・日向裕羅）
作詞：都築真紀、作曲：佐野広明
9. Blessing For You 〜Silent Sings〜
歌：シェリー/セルフィ・アルバレット（春野日和）
作詞：都築真紀、作曲：佐野広明、編曲：安井歩
10. Trust You're Truth 〜明日を守る約束〜＜Technical-Soul MIX＞
歌：仁村知佳（日向裕羅）&シェリー/セルフィ・アルバレット（春野日和）
作詞：KOTOKO/都築真紀、作曲：高瀬一矢、編曲：佐野広明
11. inside of a wilderness＜ver SEENA＞
歌：SEENA/椎名ゆうひ（鳥居花音）
作詞：都築真紀、作曲・編曲：佐野広明
12. Sweet Songs ever with you＜Forever & ever MIX＞
歌：岩田由貴・鳥居花音・日向裕羅・春野日和・永見はるか
作詞：都築真紀、作曲：happy soul man、編曲：佐野広明

Disc-4 Sound Stage other numbers(RSSP / O / Starry Crystal)
- Sound Stage EXTRA Radio Stage SPECIAL(1~2)
- Sound Stage O(3~6)
- Sound Stage Fiasse Crystela COMPILATION ALBUM「Starry Crystal」(7~10)
- New Vocal Song(11~12)

1. いっしょにAll Night
歌：鳥居花音・日向裕羅・岩城由奈
作詞：都築真紀&潮原由香、作曲：happy soul man、編曲：安井歩
2. arrive
歌：鳥居花音・日向裕羅・岩城由奈
作詞：都築真紀&潮原由香、作曲：佐野広明
3. 風に負けないハートのかたち 〜Newmix〜
歌：仁村知佳（日向裕羅）
作詞：都築真紀&Yuka、作曲：かっちん、編曲：安井歩
4. Summertime Whispers
歌：椎名ゆうひ（鳥居花音）
作詞：都築真紀&潮原由香、作曲：佐野広明
5. みんなのうたEX（えくすとら）
歌：さざなみ女子寮一同
椎名ゆうひ（鳥居花音）&仁村知佳（日向裕羅）&仁村真雪（藤澤暁）&陣内美緒（夏野向日葵）&神咲薫（睦月理緒）&リスティ槙原（音乃菜摘）
作詞：都築真紀&潮原由香、作曲：happy soul man、編曲：安井歩
6. 笑顔の季節
歌：鳥居花音&日向裕羅
作詞：都築真紀&潮原由香、作曲：happy soul man、編曲：安井歩
7. inside of a wilderness
歌：フィアッセ・クリステラ（KOTOKO）
作詞：都築真紀、作曲・編曲：佐野広明
8. My Gentle Days〜Rhythmic ver〜
歌：フィアッセ・クリステラ（KOTOKO）
作詞：都築真紀、作曲：happy soul man、編曲：安井歩
9. inside of a wilderness〜Midnight Calling ver〜
歌：フィアッセ・クリステラ（KOTOKO）
作詞：都築真紀、作曲：佐野広明、編曲：安井歩
10. Sweet Songs ever with you
歌：フィアッセ・クリステラ（KOTOKO）
作詞：都築真紀、作曲：happy soul man、編曲：安井歩
11. farewell Winds
歌：鳥居花音&日向裕羅&岩城由奈&海原エレナ&早乙女かな
作詞：都築真紀、作曲：佐野広明
12. Dear memories
歌：MELL
作詞：都築真紀、作曲：佐野広明